# ISO 3166-2:TT
ISO 3166-2:TT is een ISO-standaard met betrekking tot de zogenaamde geocodes. Het is een subset van de ISO 3166-2 tabel, die specifiek betrekking heeft op Trinidad en Tobago.
De gegevens werden tot op 27 november 2015 geüpdatet op het ISO Online Browsing Platform (OBP). Hier worden 5 gemeenten - municipality (en) / municipalité (fr) – , 9 regio’s - region (en) / région (fr) – en 1 district - ward (en) / circonscription (fr) - gedefinieerd.
Volgens de eerste set, ISO 3166-1, staat TT voor Trinidad en Tobago, het tweede gedeelte is een drieletterige code.

## Codes
| Code   | Naam                    | Categorie |
| ------ | ----------------------- | --------- |
| TT-ARI | Arima                   | gemeente  |
| TT-CHA | Chaguanas               | gemeente  |
| TT-CTT | Couva-Tabaquite-Talparo | regio     |
| TT-DMN | Diego Martin            | regio     |
| TT-MRC | Mayaro-Rio Claro        | regio     |
| TT-PED | Penal-Debe              | regio     |
| TT-PTF | Point Fortin            | gemeente  |
| TT-POS | Port of Spain           | gemeente  |
| TT-PRT | Princes Town            | regio     |
| TT-SFO | San Fernando            | gemeente  |
| TT-SJL | San Juan-Laventille     | regio     |
| TT-SGE | Sangre Grande           | regio     |
| TT-SIP | Siparia                 | regio     |
| TT-TOB | Tobago                  | district  |
| TT-TUP | Tunapuna-Piarco         | regio     |